# Maszrafat al-Murajdż
Maszrafat al-Murajdż (arab. مشرفة المريج) – wieś w Syrii, w muhafazie Aleppo, w dystrykcie Dżabal Siman. W 2004 roku liczyła 663 mieszkańców.